# Petr Kop
Petr Kop (n. 15 februarie 1937, Praga, Cehoslovacia – d. 27 ianuarie 2017, Praga, Cehia) a fost un voleibalist ce a reprezentat Cehia, medaliat olimpic. A participat la 2 ediții ale Jocurilor Olimpice (1964, 1968) în care a câștigat o medalie de argint și o medalie de bronz.